# هولغر بلوم
هولغر بلوم (بالألمانية: Holger Blume)‏ هو عداء سريع ألماني، ولد في 28 ديسمبر 1973 في لودينغهاوزن في ألمانيا.

## وصلات خارجية
- هولغر بلوم على موقع الاتحاد الدولي لألعاب القوى (الإنجليزية)
- هولغر بلوم على موقع أوليمبيديا (الإنجليزية)